# Luna 4
Loudi aussi Lunik 4 ou Objet 00 566) fut la première sonde soviétique de seconde génération pour le programme lunaire.

## Caractéristiques de la mission
- Pays : Union des républiques socialistes soviétiques
- Date de lancement : 2 avril 1963 à 08 h 04 min 00 s (UTC)
  - Site de lancement : Tyuratam, Cosmodrome de Baïkonour (Kazakhstan)
  - Lanceur : SS-6 (Sapwood) modifié avec un étage supérieur de seconde génération + étage de libération
- Masse : 1 422 kg[1]

## Déroulement
Au lieu de suivre une trajectoire directe vers la Lune comme ses prédécesseurs, elle est placée en orbite terrestre d'attente puis le rallumage du moteur de la fusée porteuse injecte la sonde sur une trajectoire lunaire. La sonde atteint la trajectoire voulue mais frôla la Lune de 8 336,2 km le 5 avril 1963 à 13h 25 (UTC) pour ensuite décrire une orbite terrestre (90 000 × 700 000 km).
La mission initiale de la sonde n'est pas connue. On peut supposer que la sonde devait se poser sur le sol lunaire pour y effectuer des expériences à en juger par la trajectoire choisie et les tentatives d'atterrissage des missions suivantes Luna 5 et Luna 6. Cette hypothèse s'appuie également sur l'annulation de l'émission de Radio Moscou Atteindre la Lune initialement programmée le 5 avril au soir. La sonde continua d'émettre sur un canal de 183,6 MHz au moins jusqu'au 6 avril.